# France-Israël
L'association France-Israël est une association pro-israélienne en France, fondée en 1926 sous le nom de France-Palestine, comité des amis du sionisme par Justin Godart. 
Avant la création de l’État d'Israël, elle s'est « efforcée inlassablement, dans toutes les instances nationales et internationales, de faire connaître les droits imprescriptibles de la nation juive sur son Foyer National ». Elle prend le nom de France-Israël à la création de l'État d'Israël. En 1985, elle fusionne avec l'Alliance France-Israël créée en 1948 et prend le nom de France-Israël – Alliance Général Kœnig.
Cette association regroupe de nombreuses personnalités françaises, notamment des parlementaires.

## Présidents
Elle a été présidée par Diomède Catroux, le général Pierre Koenig et Georges Mesmin, et depuis sa fusion avec l'Alliance France-Israël, par Pierre Giraud (1986-1988), puis de 1988 à 2004 par l'Ingénieur général Michel Darmon, auquel a succédé Gilles-William Goldnadel (2004-2018), puis par Ariel Amar depuis 2018.
L’Alliance France-Israël fut présidée par Jacques Soustelle, ancien ministre (de 1956 à 1961), André Monteil, ancien ministre (1971-1977), et le général Jean Lecomte (1977-1986).
L’Association France-Israël fut présidée par Diomède Catroux, ancien ministre, le général Pierre Koenig, maréchal de France (1961-1970), Georges Mesmin, député de Paris (1980-1986).
Enfin, la réunion des 2 associations en 1987 a donné naissance à l’actuelle Association France-Israël, Alliance Général Koenig, présidée par Pierre Giraud, sénateur (président de 1986 à 1988),
Michel Darmon, Ingénieur et Général (de 1988 à 2004),
Gilles-William Goldnadel, avocat (2004 à 2018),
Ariel Amar, pharmacien (depuis 2018).
| Portrait                                                                     | Identité                              | Période | Période | Durée  |
| Portrait                                                                     | Identité                              | Début   | Fin     | Durée  |
| ---------------------------------------------------------------------------- | ------------------------------------- | ------- | ------- | ------ |
| Marie Pierre Kœnig, 1944.                                                    | Marie Pierre Kœnig (1898 - 1970)      | 1961    | 1970    | 9 ans  |
| Pas de portrait sous licence libre disponible pour Pierre Giraud.            | Pierre Giraud (1913 - 1988)           | 1986    | 1988    | 2 ans  |
| Michel Darmon                                                                | Michel Darmon (1925 - 2012)           | 1988    | 2004    | 16 ans |
| Pas de portrait sous licence libre disponible pour Gilles-William Goldnadel. | Gilles-William Goldnadel (né en 1954) | 2004    | 2018    | 14 ans |
| Pas de portrait sous licence libre disponible pour Ariel Amar.               | Ariel Amar (d)                        | 2018    |         |        |
| Pas de portrait sous licence libre disponible pour Diomède Catroux.          | Diomède Catroux (1916 - 2008)         |         |         |        |
| Pas de portrait sous licence libre disponible pour Georges Mesmin.           | Georges Mesmin (1926 - 2019)          |         |         |        |